# زنباء واضحة
زنباء واضحة (الاسم العلمي:Pangonius lucidus) هو نوع من الحشرات يتبع جنس الزنباء من الفصيلة النعرية.